# Йоган Цицерон (курфюрст Бранденбургу)
Йоган Цицерон (*Johann Cicero, 2 серпня 1455 — 9 січня 1499) — курфюрст Бранденбургу у 1486—1499 роках.

## Життєпис
Походив з династії Гогенцоллернів. Старший син Альбрехта III Ахілла, курфюрста Бранденбурга, та Маргарити Баденської. Народився у 1455 році в Ансбаху (Франконія). Початкову освіту здобув в Ансбаху. Прізвисько Цицерон він отримав за прекрасне знання латинської мови і любов до гуманітарних наук. У 1466 році перебрався до Бранденбургу, де правив стрийко Фрідріх II.
До 1472 року брав участь у війні за Померан-Штеттінський спадок між Бранденбургом та герцогами Рюгенським та Померан-Вольгастським, за результатами якою встановлено зверхність бранденбурзького курфюрства над Померан-Штеттіном.
1476 року в Берліні одружився з Маргаритою, донькою Вільгельма III, ландграфа Тюрингії. 1476 року втрутився у справу щодо спадку Глогувського князя Генріха XI. 1479 року призначено адміністратором Бранденбурзької маркою за свого батька.
У 1486 році після смерті батька став курфюрстом, відмовившись від Бранденбург-Ансбаха та Бранденбург-Кульмбаху братам Фрідріху I та Зігфриду. Йоган першим з Гогенцоллернів обрав Берлін своєю резиденцією. З самого початку правління відзначився суворим дотриманням законності і придушенням самоуправства лицарів. Цим заслужив повагу усіх станів Бранденбургу. 1488 року впровадив податок на пиво, що викликало заворушення в області Альмарка.
1490 року придбав область навколо Зоссена. У 1495 році брав активну участь в реформах Вормського рейхстагу.
Йоганн помер в замку Арнебург від плеврального випоту в 1499 році. Його було поховано в монастирі Ленін. З ініціативи його онука Йоахіма II прах Йогана Цицерона разом з надгробком перенесений до Берлінського собору.

## Родина
Дружина — Маргарита, донька Вільгельма III Веттіна, ландграфа Тюринзького.
Діти:
- донька (1480—1482)
- Вольфганг (1482)
- Йоахім Нестор (1484—1535), курфюрст Бранденбургу
- Єлизавета (1486)
- Анна (1487—1514), дружина Фредеріка I, короля Данії та Норвегії
- Урсула (1488—1510), дружина Генріха V, герцога Мекленбурга
- Альбрехт (1490—1545), архієпископ Магдебургу у 1513—1545 роках та архієпископ Майнца і примас Німеччини у 1514—1545 роках